# Charmois (Territoire de Belfort)
Charmois (Duits: Zarmweiler) is een gemeente in het Franse departement Territoire de Belfort (regio Bourgogne-Franche-Comté) en telt 261 inwoners (1999). De gemeente maakt deel uit van het arrondissement Belfort en sinds 22 maart 2025 van het kanton Châtenois-les-Forges. Voor die dag viel de gemeente onder het op diezelfde dag opgeheven kanton Danjoutin.

## Geografie
De oppervlakte van Charmois bedraagt 4,2 km², de bevolkingsdichtheid is 62,1 inwoners per km².
De onderstaande kaart toont de ligging van Charmois (Territoire de Belfort) met de belangrijkste infrastructuur en aangrenzende gemeenten.

## Demografie
Onderstaande figuur toont het verloop van het inwonertal (bron: INSEE-tellingen).